# Jane Menelaus
Jane Menelaus (1959) è un'attrice australiana.
Dal 1988 è sposata con Geoffrey Rush, da cui ha avuto due figli, Angelica e James.

## Filmografia

### Cinema
- Robbery Under Arms, regia di Donald Crombie e Ken Hannam (1985)
- Angel Baby, regia di Michael Rymer (1995)
- Quills - La penna dello scandalo (Quills), regia di Philip Kaufman (2000)
- The Dish, regia di Rob Sitch (2000)
- The Eye of the Storm, regia di Fred Schepisi (2011)

### Televisione
- Special Squad - serie TV, 1 episodio (1984)
- A Thousand Skies - miniserie TV (1985)
- Body Business, regia di Colin Eggleston - film TV (1986)
- Dottori con le ali (The Flying Doctors) - serie TV, 2 episodi (1986-1990)
- L'importanza di chiamarsi Ernesto (The Importance of Being Earnest) - film TV (1992)
- Blue Heelers - Poliziotti con il cuore (Blue Heelers) - serie TV, 1 episodio (1994)
- Janus - serie TV, 6 episodi (1994-1995)
- Kath & Kim - serie TV, 2 episodi (2002-2004)